# 阿利森 (密蘇里州)
阿利森（英語：Allison）是位於美國密蘇里州諾德韋縣的非建制地區。

## 歷史
阿利森的郵局於1883年設立，其後於1901年停運。

## 地理
阿利森所處的海拔為高於海平面364米（即1194英呎），而該地所採用的時區為UTC-6，即北美中部時區（CST）。同時該地設有夏令時間，為UTC-6調快一小時，即UTC-5（CDT）。